# Radlogistik

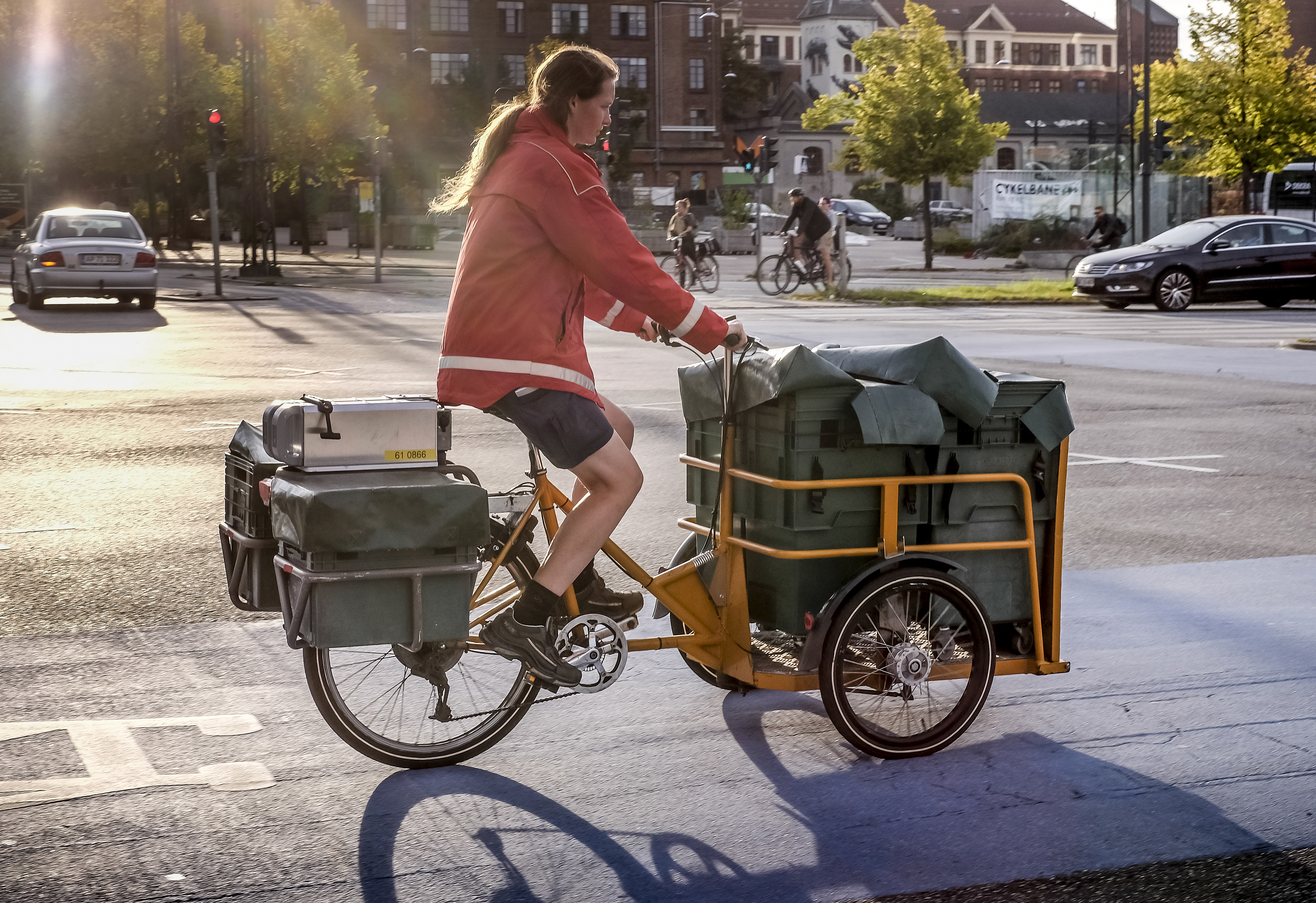
Briefträgerin in Kopenhagen

Radlogistik ist ein Teilbereich der Verkehrs- und Transportlogistik, der sich auf die Nutzung von Fahrrädern, Lastenrädern und Fahrradanhängern zur Beförderung von Gütern konzentriert. Diese Form der Logistik findet insbesondere in dicht besiedelten, städtischen Räumen Anwendung. Häufiger Anwendungsfall sind Paketzustellungen auf der „letzten Meile“. Radlogistik stellt eine Alternative zu Lieferfahrzeugen dar und trägt zu Bemühungen zur Emissionsreduzierung in Innenstädten bei, womit es ein Beitrag zur grünen Logistik ist.
Im Jahr 2024 zeigte die Branche in Deutschland einen Zuwachs an Beschäftigten in Höhe von ca. 12 % auf insgesamt 6071 Beschäftigte.

## Geschichte der Radlogistik
Bereits Ende des 19. Jahrhunderts wurden speziell angepasste Fahrräder für Transportaufgaben in Handwerk und Handel eingesetzt. Typisch waren sogenannte Bäckerräder mit großer Ladefläche vor dem Lenker, während die Form des eigentlichen Fahrrades weiterhin dem in den 1870ern aufkommenden Sicherheitsniederfahrrad entsprach. Über die Jahrzehnte wurden unterschiedliche Fahrradmodelle entwickelt, die bei größerer Last auch mitunter von zwei Fahrern bedient bzw. angetrieben werden mussten. In den 1920er Jahren wurde in Dänemark die Rahmenform Long John entwickelt und anschließend fast 100 Jahre lang gebaut, bevor es durch modernere Modelle, etwa das Bullitt, ersetzt wurde. Bis in die 1950er Jahre gehörten Lastenräder in europäischen Städten zum Stadtbild, z. B. für die Nahbelieferung durch Metzgereien, Bäckereien oder Molkereien. Auch Postgesellschaften nutzten Lastenfahrräder zur Zustellung.
Mit der zunehmenden Verfügbarkeit günstiger Kraftstoffe und der Massenmotorisierung ab den 1950ern wurden viele Lastenräder durch Autos und Lieferwagen mit Verbrennungsmotoren ersetzt. Der Wandel der städtischen Infrastruktur zur autogerechten Stadt trug zur Marginalisierung der Radlogistik bei. Verglichen mit dem Auto galt das Lastenrad zu dieser Zeit als rückständig.
In den 1990er Jahren begann eine Rückbesinnung auf das Lastenrad, angetrieben aus ökologisch-alternativen Milieus, wie etwa Christiania Bikes aus Kopenhagen. Obwohl Radlogistik zu dieser Zeit noch eine Nischenanwendung war, legte dies den Grundstein für die Wiederbelebung emissionsarmer Transportmittel in urbanen Räumen.
In den 2010er Jahren erfuhr die Radlogistik einen Aufschwung. Gründe dafür sind der Wunsch nach umweltfreundlichen Liefermethoden, der technische Fortschritt bei E-Antrieben und Akkus, sowie ein neues stadtplanerisches Leitbild der 15-Minuten-Stadt, bei der die Lebensqualität in den Vordergrund und die Bedeutung des Automobils in den Hintergrund rückt. Unterstützt durch Förderprogramme und veränderte gesetzliche Rahmenbedingungen, nimmt das Lastenrad wieder eine sichtbare Rolle im Wirtschaftsverkehr ein. Städte wie Berlin, Utrecht, Kopenhagen und Paris gelten als Vorreiter einer integrierten Radlogistik.

## Anwendungsbereiche
Radlogistik wird zum Beispiel in folgenden Einsatzfelder genutzt:
- Kurier-, Express- und Paketdienste (KEP)
- Lebensmittellieferung und Einzelhandelslogistik
- Handwerks- und Servicetransporte
- kommunale Dienste wie Stadtreinigung oder Grünpflege
- intermodale Verkehre in Kombination mit Bahn oder Lkw